# Личук Володимир Іванович
Володимир Іванович Личук (нар. 15 травня 1961, с. Стецева, Івано-Франківська область) — український політик, колишній народний депутат України V та VI скликання.

## Біографія
Народився 15 травня 1961 (с. Стецева, Снятинський район, Івано-Франківська область); дружина Марія Іванівна (1961) — доцент Івано-Франківського національного технічного університету нафти і газу; син Тарас (1985) — юрист; син Святослав (1989) — медик.
Освіта: Чернівецький державний університет ім. Ю. Федьковича, філологічний факультет (1978–1983), викладач української мови і літератури.
10 серпня 2012 року у другому читанні проголосував за Закон України «Про засади державної мовної політики». Закон було прийнято із порушеннями регламенту.
Народний депутат України 6-го скликання з березня 2010 до грудня 2012 від Партії регіонів, № 195 в списку. На час виборів: народний депутат України, член ПР. Член фракції Партії регіонів (з березня 2010). Член Комітету з питань науки і освіти (з квітня 2010).
Народний депутат України 5-го скликання з квітня 2006 до листопада 2007 від Партії регіонів, № 158 в списку. На час виборів: голова Івано-Франківського обласного відділення Партії регіонів, член ПР. Член фракції Партії регіонів (з травня 2006). Голова підкомітету з питань базової освіти Комітету з питань науки і освіти (з липня 2006).

## Трудова діяльність
- 1983–1984 — вихователь Товстенського СПТУ № 9 Заліщицького району Тернопільської області.
- 1984–1989 — вихователь спецшколи-інтернату для глухих дітей м. Калуша Івано-Франківської області.
- З 1989 — військ. керівник ЗОШ № 7 м. Калуша.
- 1991–2002 — директор ЗОШ I—III ст. № 1 м. Калуша.
- З 2002 — директор Войнилівської ЗОШ I—III ст. Калуського району.
- 2004–2005 — начальник управління освіти і науки Івано-Франківської облдержадміністрації.

Голова Івано-Франківського обласного відділення Партії регіонів (квітень 2005–2008), член Політради Партії регіонів.
Орден «За заслуги» III ступеня (серпень 2011).
4 квітня 2015 року близько 22.30 у Вістовій поблизу кафе «Чарівна лоза» трапилася дорожньо-транспортна пригода. Автомобіль Фольксваген Пассат збив 28-річного жителя села. «Швидка», яку викликали на місце аварії, зафіксувала смерть молодого чоловіка, який від отриманих травм помер на місці. За повідомленням очевидців за кермом був
Володимир Іванович Личук.